# CVS/pharmacy LPGA Challenge
De CVS/pharmacy LPGA Challenges was een jaarlijks golftoernooi voor vrouwen, dat deel uitmaakte van de LPGA Tour. Het toernooi werd opgericht in 1996 als de Twelve Bridges LPGA Classic. Het vond plaats in verschillende steden in de staat Californië.
Het toernooi werd over vier dagen gespeeld in een strokeplay-formule en na de tweede dag werd de cut toegepast.

## Geschiedenis
In 1996 werd dit toernooi opgericht als de Twelve Bridges LPGA Classic. Van 1997 tot en met 2008 werd het toernooi gesponsord door Longs Drugs en werd toen georganiseerd als de Longs Drugs Challenge. In 2007 en 2008 was CVS/pharmacy hoofdsponsor van dit toernooi en organiseerde onder de naam CVS/pharmacy LPGA Challenge.

## Golfbanen
| Jaar      | Golfbaan               | Plaats               | Info |
| --------- | ---------------------- | -------------------- | ---- |
| 1996-2002 | Twelve Bridges Club    | Lincoln, Californië  |      |
| 2003      | Lincoln Hills Club     | Lincoln, Californië  |      |
| 2004-2005 | The Ridge Golf Club    | Auburn, Californië   |      |
| 2006-2010 | Blackhawk Country Club | Danville, Californië |      |

## Winnaressen
| Jaar                        | Winnares                    | Score                       | Score                       | Info                        |
| Twelve Bridges LPGA Classic | Twelve Bridges LPGA Classic | Twelve Bridges LPGA Classic | Twelve Bridges LPGA Classic | Twelve Bridges LPGA Classic |
| --------------------------- | --------------------------- | --------------------------- | --------------------------- | --------------------------- |
| 1996                        | Kelly Robbins               | 273                         | –11                         |                             |
| Longs Drugs Challenge       |                             |                             |                             |                             |
| 1997                        | Annika Sörenstam            | 283                         | –5                          |                             |
| 1998                        | Donna Andrews               | 278                         | –10                         |                             |
| 1999                        | Juli Inkster                | 280                         | –8                          |                             |
| 2000                        | Juli Inkster                | 275                         | –18                         |                             |
| 2001                        | Se Ri Pak                   | 208                         | –8                          | 54-holes (regenweer)        |
| 2002                        | Cristie Kerr                | 280                         | –8                          |                             |
| 2003                        | Helen Alfredsson            | 275                         | –13                         |                             |
| 2004                        | Christina Kim               | 266                         | –18                         |                             |
| 2005                        | Nicole Perrot               | 270                         | –14                         |                             |
| 2006                        | Karrie Webb                 | 273                         | –15                         |                             |
| 2007                        | Suzann Pettersen            | 277                         | –11                         |                             |
| 2008                        | In-Kyung Kim                | 278                         | –10                         |                             |
| CVS/pharmacy LPGA Challenge |                             |                             |                             |                             |
| 2009                        | Sophie Gustafson            | 268                         | –20                         |                             |
| 2010                        | Beatriz Recari              | 274                         | –14                         |                             |

| Toernooirecord |